# آنیلین
آنیلین (به انگلیسی: Aniline) با فرمول شیمیایی C6H5NH2 یک ترکیب شیمیایی با جرم مولی آن 93.13 g/mol می‌باشد. شکل ظاهری این ترکیب روغن مانند، مایع بی‌رنگ است. برای تولید این ماده ابتدا بنزن به نیتروبنزن تبدیل می‌شود، سپس نیتروبنزن هیدروژنه می‌شود.
آنیلین پیش ماده‌ای پرمصرف در ساخت مواد شیمیایی لاستیکی، پلی‌یورتان، آفت‌کش‌ها، رنگ‌ها، مواد منفجره و مواد دارویی است.